# Tatsumi Kimishima
Tatsumi Kimishima (君島 達己, Kimishima Tatsumi, Tóquio, 21 de abril de 1950) é um empresário japonês do ramo de jogos eletrônicos que foi o quinto presidente da Nintendo de 2015 a 2018. Ele anteriormente trabalhou por 27 anos no Banco Sanwa, foi chefe executivo da The Pokémon Company e presidente da Nintendo of America entre 2002 e 2006. Kimishima continuou na Nintendo of America como diretor executivo até 2013, quando foi promovido para a matriz no Japão. Após o falecimento do presidente Satoru Iwata, ele foi nomeado presidente da Nintendo em 16 de setembro de 2015. Kimishima deixou a presidência da empresa em 28 de junho de 2018, assumindo a posição de conselheiro e sendo substituído por Shuntaro Furukawa.